# Schron w Progu Mułowym
Schron w Progu Mułowym – jaskinia w Dolinie Miętusiej w Tatrach Zachodnich. Wejście do niej położone jest w Progu Mułowym na wysokości 1535 m n.p.m. Długość jaskini wynosi 11 metrów, a jej deniwelacja 3,5 metra.

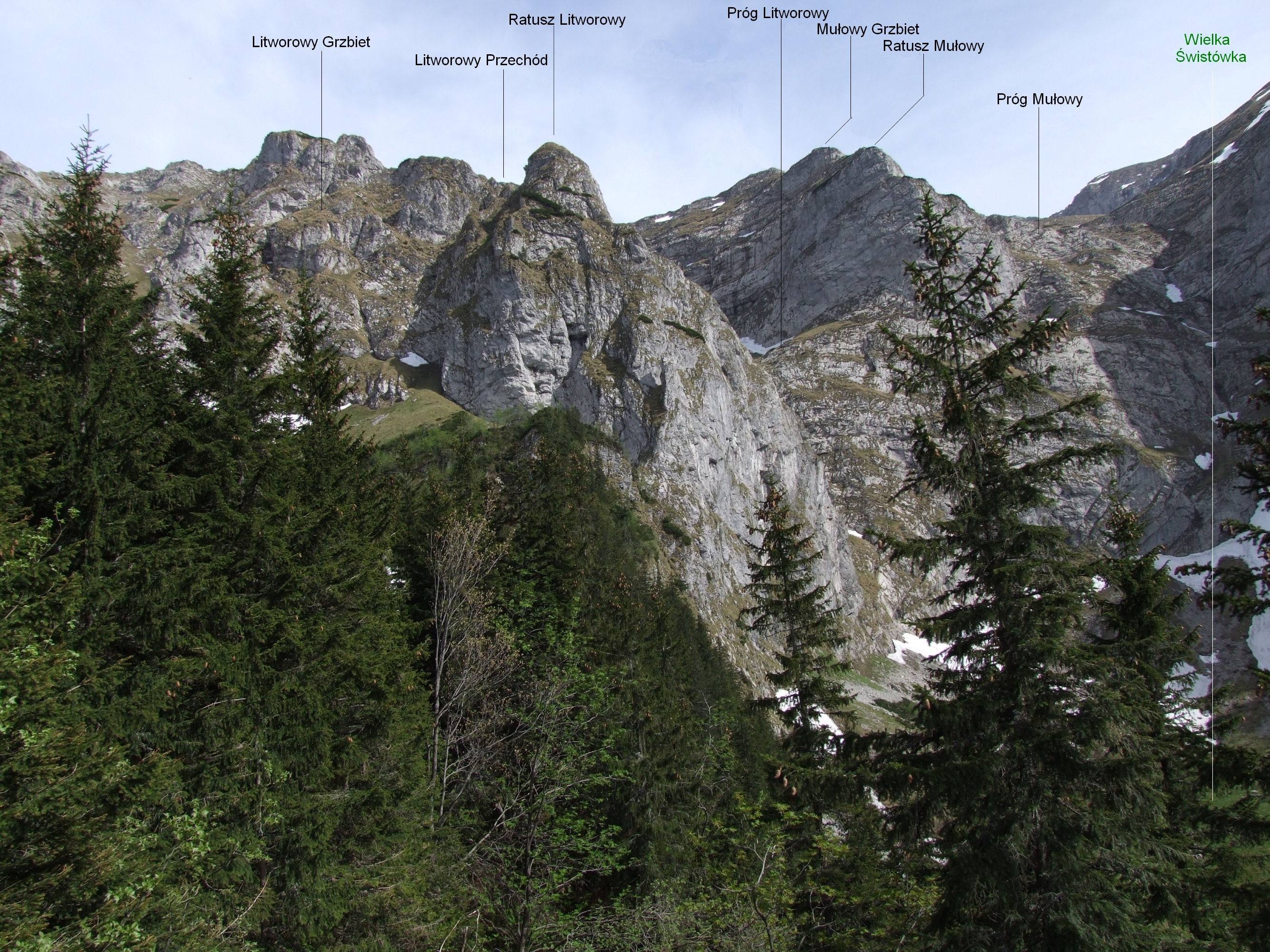
Otoczenie Wielkiej Świstówki w Dolinie Miętusiej

## Opis jaskini
Jaskinię stanowi korytarz zaczynający się w wysokim szczelinowym otworze, który po kilku metrach rozgałęzia się na dwa ciągi. W lewo ciąg kończy się zaraz zawaliskiem, natomiast w prawo owalnym korytarzykiem, przez niewielki prożek, dochodzi się do małej salki z namuliskiem.

## Przyroda
W prawym korytarzyku i salce można spotkać nacieki grzybkowe. Ściany są wilgotne, rosną na nich mchy i porosty. Jaskinię zamieszkują nietoperze.

## Historia odkryć
Wstępna część korytarza wraz z lewym ciągiem była prawdopodobnie znana od dawna. Opis i plan całej jaskini sporządził R.M. Kardaś przy pomocy I. Luty w 1979 roku.